# Saint-Maurice Pellevoisin
Pour les articles homonymes, voir Saint-Maurice.
Ne doit pas être confondu avec quartier Saint-Maurice (Lille-Centre).
Pour la station de métro, voir Saint-Maurice Pellevoisin (métro de Lille).
Saint-Maurice Pellevoisin est un quartier à dominante résidentielle situé au nord-est de Lille (France). Il compte environ 17 000 habitants[réf. nécessaire] et occupe une surface approchant les deux cents hectares. Ce quartier est aussi notable par sa concentration d'édifices et de structures religieuses ainsi que par le cimetière de l'Est (sépulture du Général Faidherbe). A la fin du 20ème siècle, il a vu la construction de nombreux immeubles de bureaux et d'habitation, à ses limites sud-ouest, à la suite du développement du quartier d'affaires Euralille 1.
Ce site est desservi par les stations de métro Gare Lille-Europe, Saint-Maurice Pellevoisin et Madeleine Caulier et par les stations de tramway Buisson et Saint-Maur.

## Histoire
À l'origine, Saint-Maurice était un faubourg de la commune de Fives situé à l'extérieur des murs de Lille, sur la route de Roubaix, d'où son appellation de "Faubourg de Roubaix". Pour des raisons militaires, il était interdit de construire en dur trop près des remparts de la ville remaniés par Vauban. Seule était admise la construction de maisons avec mur en colombage, qu'on pouvait détruire en une heure. Les murs extérieurs étaient recouverts de bardeaux en planches. L'intérieur était garni d'un revêtement de torchis pour une isolation efficace contre le froid. En témoigne la présence de maisons - dites - en bois, toujours présentes à proximité d'Euralille. Plusieurs de ces maisons ont été revêtues d'un parement de briques.
Durant la seconde moitié du XIXe siècle, le Faubourg de Roubaix connaît un son essor industriel et commercial. Ce dynamisme se traduit par la création de plusieurs brasseries, telles que Le Coq Hardi en 1894, située au 45, rue de la Louvière, et la brasserie Maes en 1860, au 65, rue de la Louvière, ainsi que de malteries. La bourgeoisie cléricale décide de construire en 1853 l'église Saint-Maurice-des-Champs pour disposer d'un lieu de culte évitant de se déplacer à l'église Notre Dame de Fives. En 1858, la commune de Fives sera intégrée à Lille, par décret impérial, en même temps que les communes de Moulins, Wazemmes et Esquermes. Fives et le faubourg de Roubaix, qui prendra alors le nom de « Saint-Maurice-des-Champs » resteront à l'extérieur de l'enceinte agrandie à l'opposé englobant les seules anciennes communes de Moulins, Wazemmes et Esquermes.
Pour certains bourgeois lillois, ce faubourg est alors un agréable lieu de villégiature.
De nombreuses « maisons de campagne » y sont construites comme le château Droulers. Celles-ci avaient pour voisines les eaux du Becquerel, un affluent de la Deûle qui prenait sa source près du prieuré de Fives et pénétrait à Lille près de la porte de Tournai. Ce sont d'ailleurs les rives du Becquerel (alors appelées "dosdasnes") qui donnent son nom au lieu-dit « les Dondaines » où s'étendait de 1920 à 1973 un bidonville à l'emplacement duquel est aménagé le "« Parc des Dondaines » à proximité dans le quartier de Fives.

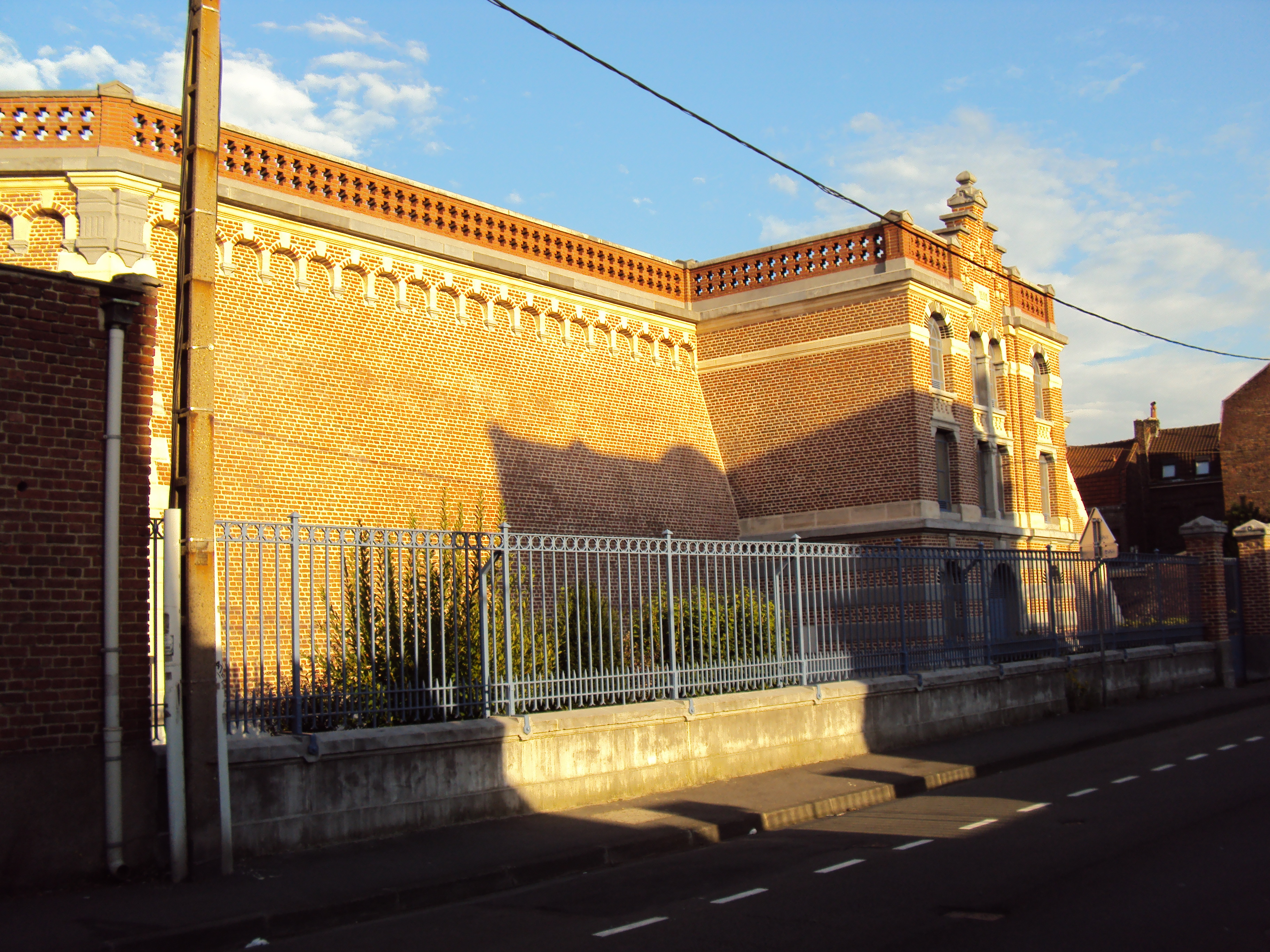
Château d'eau de Saint-Maurice.

En raison de la forte industrialisation, ces ruisseaux ou "courants" qui deviendront des égouts à ciel ouverts seront progressivement recouverts pour masquer les mauvaises odeurs. Par la suite, le Becquerel fut progressivement comblé et une bonne partie du futur quartier, qui appartenait à la famille Bonduelle-Lesaffre, fut vendue en lots. Le château Droulers du nom de ses propriétaires qui le léguèrent à la ville, accueille aujourd'hui la mairie de quartier, elle-même entourée d'un joli parc, lieu de balade et de repos pour les habitants du quartier.
Témoin de cette croissance urbaine et industrielle qui entraîna un besoin équivalent en eau, le réservoir d'eau de Saint-Maurice, à l'architecture inspirée d'un château fort, fut conçu par Alfred Mongy et achevé en 1886 rue de la Louvière, sur l'un des points les plus hauts de la ville de Lille.
Situé au-delà du périphérique et donc, précédemment, au-delà de l'ancien mur d'enceinte, Saint-Maurice Pellevoisin fait partie des quartiers dits extra muros de Lille.
L'autorité militaire interdisait les constructions en pierre ou en briques à la périphérie des remparts mais tolérait les maisons en bois qui auraient pu être démontées en cas de siège de la ville. Des maisons en bois antérieures au déclassement des fortifications en 1919 existent encore dans la faubourg.
En 1879, la ligne F du tramway de Lille à traction hippomobile dessert le quartier par la rue du Faubourg-de-Roubaix. La ligne est convertie en traction à vapeur en 1888 et prolongée jusqu'à la Grand-Place de Roubaix par Mons-en-Barœul et Wasquehal puis électrifiée en 1903. Le dépôt de tramway du Lion d'Or est installé rue du Faubourg-de-Roubaix.
En septembre 1906, la ligne V dont le terminus est rue du Buisson relie le quartier à Fives, Moulins et Wazemmes puis, en décembre 1909, la ligne de l'ELRT sur le Grand boulevard offre une autre desserte.
Le début du XXe siècle voit la naissance de Pellevoisin, du nom de l'église Notre-Dame-de-Pellevoisin, érigée en 1906, dans un quartier plus résidentiel. Plusieurs institutions religieuses s'installent à proximité.
Avec la construction de la gare de Lille-Europe, d'Euralille et du viaduc Le Corbusier, ce quartier est mieux relié au centre ville et connaît un nouvel essor. De nombreux immeubles de bureaux et d'habitation y ont été érigés aux abords de Lille Europe.

## Édifices civils
- la ferme pédagogique ;
- la mairie de quartier ;

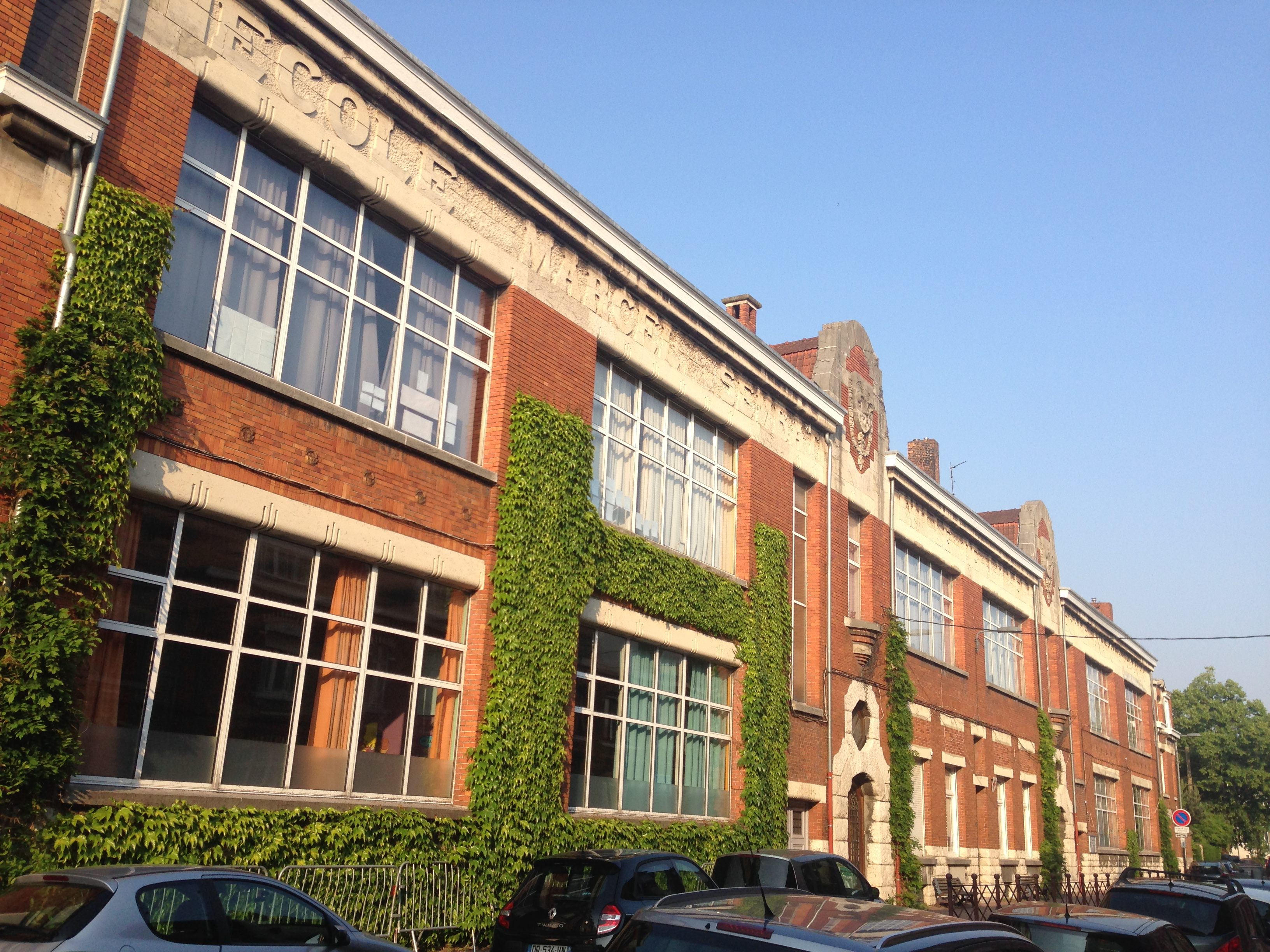
École Anatole-France

- la maison de quartier, dotée d'une nouvelle structure depuis 2009 ;
- l'Hôpital de La Louvière ;
- médiathèque Saint-Maurice Pellevoisin ;
- le groupe scolaire Jules-Simon et Anatole-France par l'architecte Léonce Quesnoy de 1926 à 1931
- École élémentaire Saint Anne Saint Johachin ( Rue du bois )

## Édifices religieux

### Édifices catholiques
- la Chapelle Notre-Dame-du-Rosaire de la Fraternité sacerdotale Saint-Pie-X,
- le Couvent Saint-Thomas-d’Aquin souvent simplement appelé couvent des dominicains,

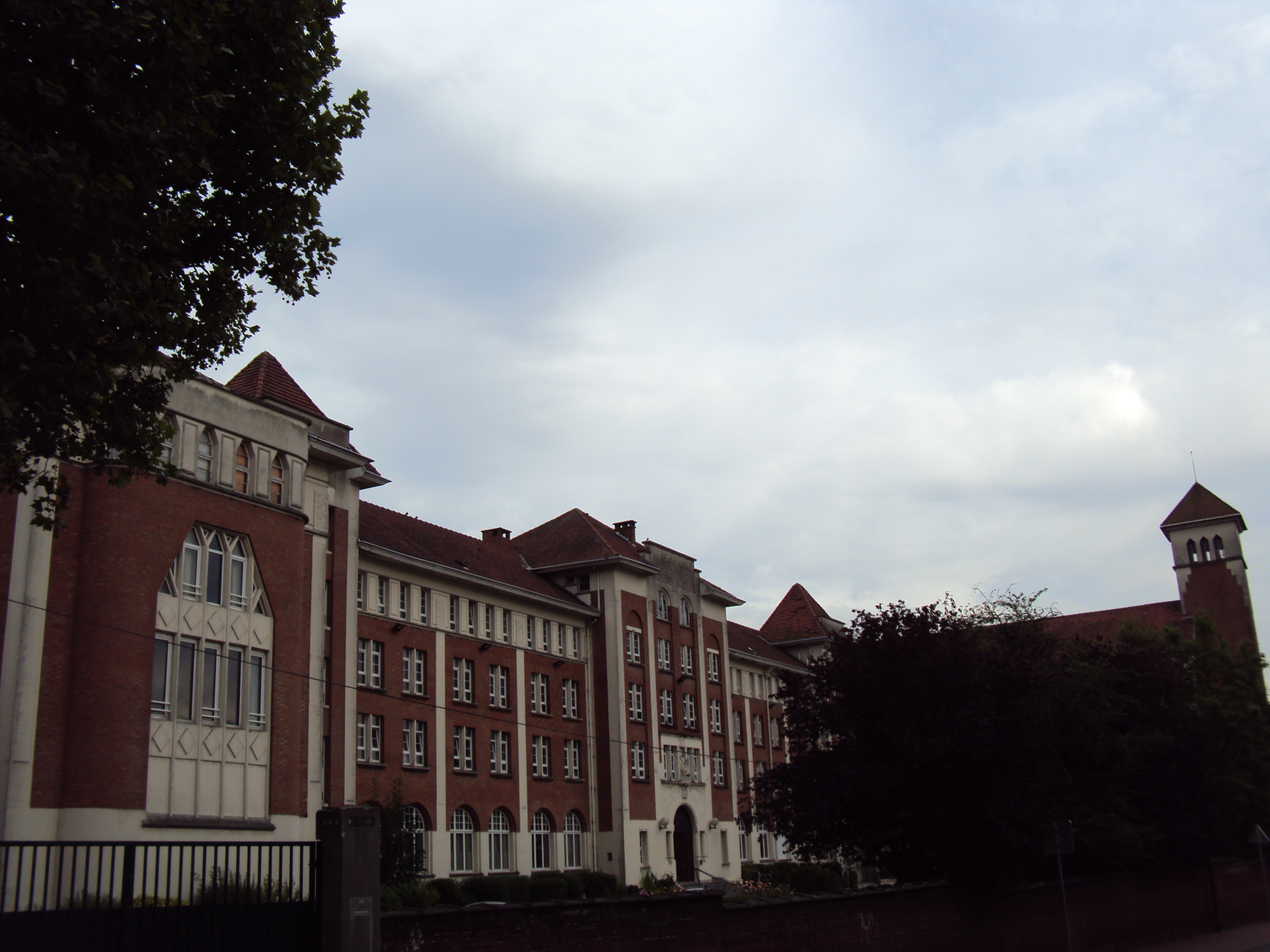
La Maison Paul VI.

- l'école maternelle et primaire Sainte-Anne Saint-Joachim[3],
- l'école primaire Saint-Denis,
- l'église Saint-Maurice-des-Champs,
- l'église Notre-Dame-de-Pellevoisin, érigée en 1906 par l'architecte Louis-Marie Cordonnier, et son presbytère,
- le Lycée privé Frédéric Ozanam,
- la Maison des Buissonnets et son parc furent aménagés en 1869 selon le souhait d'Édouard Decoster-Droulers, un riche industriel qui était venu s'installer dans ce secteur alors considéré comme un agréable lieu de villégiature. Il en profita peu car il mourut deux ans plus tard. Le 14 septembre 1940, la famille Decoster revendit le château et son parc aux sœurs de la congrégation des Filles de l'Enfant-Jésus. Le château devint alors une maison de retraite et prit le nom de Maison des Buissonnets ou Château des Buissonnets, en 1944, à la mémoire de Sainte-Thérèse de l’Enfant Jésus dont Les Buissonnets était le nom de la maison de son enfance.
- la maison des Missionnaires du Saint-Esprit et leur chapelle,
- la Maison Paul VI (ancien Grand Séminaire qui a cessé d'accueillir des séminaristes en février 2019). Le bâtiment construit en 1931 héberge maintenant les archives historiques du diocèse et les archives de catholicité (actes de baptême notamment) et le Cipac, service de formation des laïcs du diocèse de Lille. Depuis 2020 il abrite aussi la direction diocésaine de l’Enseignement catholique et les services diocésains de liturgie et de catéchèse.

### Édifice musulman
- la mosquée El Forkane. Par le passé, le bâtiment était la chapelle de sœurs dominicaines. Celles-ci finirent par la prêter, en 1972, à une des communautés musulmanes de la métropole lilloise (représentée par l'association Amal), ce qui en fit la première mosquée de la région Nord-Pas-de-Calais. Cependant, en 1993, le Diocèse de Lille souhaita récupérer son bien. Un arrangement amiable fut trouvé lorsque l'association Amal racheta l'édifice à l'évêché grâce au soutien financier des fidèles et de l'État algérien.

## Parcs

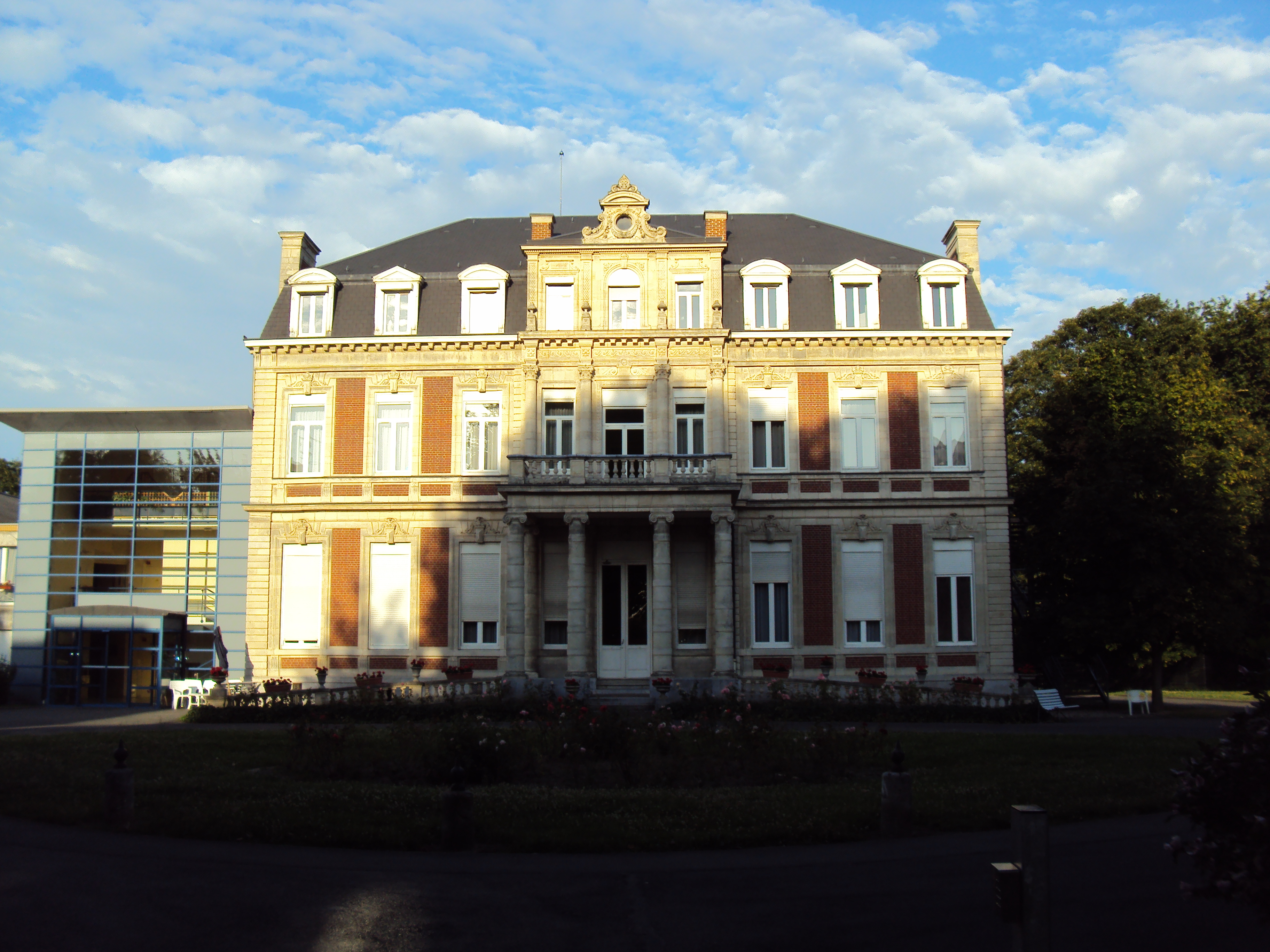
Château des Buissonnets.

Le quartier Saint-Maurice Pellevoisin est aussi notable par ses divers parcs et espaces verts :
- le Parc des Buissonnets, ouvert en juin 2009, rue Gassendi. Le parc par lui-même était plus grand. En effet, en 2007, la mairie de Lille racheta une bonne partie du parc des Filles de l'Enfant-Jésus et en fit le parc municipal actuel. D'une surface d'un 1,5 ha, il est caractéristique de l'architecture des propriétés bourgeoises du XIXe siècle avec ses hêtres, ses marronniers, ses érables, ses pommiers et ses arbres pleureurs. Du côté du pourtour est se tient, semi-cachée, une petite chapelle désaffectée datant de 1951.
- le Jardin des Géants, situé le long de la rue de la Communauté, à cheval sur les communes de Lille et de La Madeleine. Construit sur le site de l'ancien parking ouest du siège de la Lille Métropole Communauté Urbaine (maintenant devenu souterrain; éclairé par un "puits de lumière" ), ce nouvel espace vert est aménagé en plusieurs sous-ensembles dont, côté lillois, le Parvis des nuages et côté madeleinois, l'Herbe des géants, le Jardin des sources (allée des têtes cracheuses et allée des brumes) et le labyrinthe des murmures[4]. Par sa disposition interne, la disposition de ses murs végétalisés, ce parc invite ses visiteurs à goûter à ses différentes ambiances grâce à ses chemins d'eau, sa pierre bleue, ses gargouilles, ses plantations (dont bambous et magnolias), sa tour-restaurant et sa serre-tour haute de seize mètres.
- le Parc des Dominicains, appartenant au Couvent Saint-Thomas-d’Aquin, et parfois appelé Parc Monceau.
- le Parc de l'Orangerie, parfois surnommé Parc botanique, et son terrain de football de rue sont très fréquentés par la jeunesse du quartier et des quartiers environnants, melting-pot intéressant d'un point de vue "footballistique" et humain. Il est en fait situé sur la commune de La Madeleine. C'est l'ancien jardin botanique de la Ville de Lille.
- le Parc Barberousse (autour de la mairie de quartier).
- le square de Copenhague[5], rue du Faubourg de Roubaix
- le square Irène Joliot-Curie (anciennement square Laplace)[6], rue Laplace.
- le square du Manège, rue du Château.
- le jardin du Pré Muché[7], rue Saint-Gabriel derrière le Centre Social, jardin d'habitants ouvert au public en été les mercredis et certains jours de weekend.
- le square des Horticulteurs, à l'angle de la rue de la Madeleine et de la rue du Faubourg de Roubaix

## Folklore
Barberousse est le géant du quartier depuis 1937 ; sa dernière reconstruction date de 1979.

## Monuments historiques
Le quartier compte trois monuments inscrits : le couvent des Dominicains, la chapelle Gonnet, dans le cimetière de l'Est et la maison située à l'angle de la rue Blanche et de la rue Vantroyen (fresques de Victor Mottez). Il faut aussi noter le rang de maisons de la rue Gounod, ancienne propriété lotie par Mme Lesaffre.